# Schwa
Schwa (även schva, neutralvokal eller vokalmummel), är dels namnet på ett vokalljud, dels namnet på dess fonetiska symbol, ett roterat e: ə. Det uttalas med tungan centralt i munnen. Det motsvarar i många språk uttalet av en obetonad, reducerad, kort vokal, men definitionen är något flytande.

## Definition
I källa–filter-modellen representeras schwaet hos en man av ett talrör med konstant bredd. Med en talrörslängd på ungefär 17 cm ger det formanter vid 500 Hz, 1 500 Hz, 2 500 Hz, och så vidare.

## Användning och skrivning

### Svenska
I svenskan dyker schwa upp i reducerade, korta vokaler, särskilt av e i suffix:
- [ˌpɔjkˈən] ”pojken”
- [ˈsprɪŋər] ”springer”.

I svenska dialekter är schwa-ljudet vanligt i vissa sveamål, i det så kallade gnällbältet.

### Andra språk
Schwa förekommer även i olika utsträckning och utformning i en mängd andra språk. I (brittisk) engelska  finns motsvarande uttal vid e i ändelser, exempelvis i butter (['bʌtə]). Motsvarande ändelse finns också i tyskan (Becker, ['bɛkə]); i ändelsen -en har det reducerats ytterligare till närmast ett nolluttal (haben, ['ha:bn]). En liknande reducering har skett i franskan, där avslutande e oftast får nolluttal.
Den neutrala vokalen finns i många dialekter av katalanska. Den är särskilt vanlig i baleariskan och den katalanska som lärs ut och talas allmänt i själva Katalonien (gemensamt kallade östkatalanska). Vocal neutra används för a och e i obetonad position, i baleariska ibland även i betonad position.
Vokalsystemet i västkatalanska (inklusive valencianskan) är dock mer likt det i spanskan, vilket innebär tydligare definierade vokaler även i obetonad ställning.
Schwa skrivs även ă på rumänska samt med e och två prickar (ë) på albanska och assyriska/syrianska.

## Etymologi
Beteckningen schwa kommer ursprungligen från det hebreiska vokaltecknet shəwa (shva).